# Plataforma Multimissão
Plataforma Multimissão — PMM é a denominação de um projeto de plataforma de satélite em desenvolvimento no Instituto Nacional de Pesquisas Espaciais do Brasil.
O objetivo dessa plataforma, é englobar tudo que um artefato espacial precisa para funcionar no espaço, independentemente do tipo de órbita e objetivo da missão.

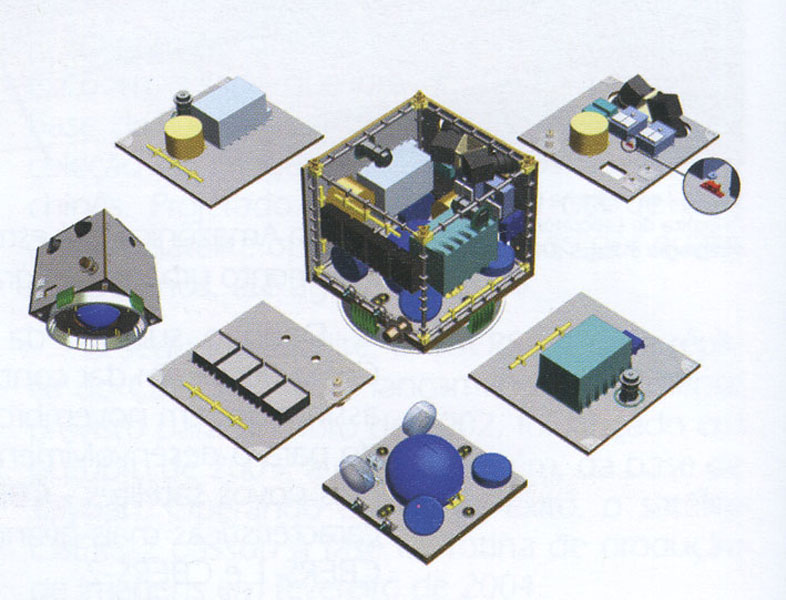
Plataforma Multimissão

Os principais subsistemas da PMM são:
- Estrutura Mecânica
- Suprimento de Energia
- Controle de Atitude e Tratamento de Dados
- Gestão de Bordo
- Controle Térmico
- Telemetria, Telecomando e Rastreio
- Propulsão